# Deutsche Gesellschaft für Naturheilkunde
Die Deutsche Gesellschaft für Naturheilkunde (DGNHK) ist eine wissenschaftliche Fachgesellschaft, die das Gebiet der klassischen Naturheilkunde in Klinik, Praxis und Forschung vertritt. Sie ist Mitglied der Arbeitsgemeinschaft der Wissenschaftlichen Medizinischen Fachgesellschaften (AWMF).

## Aktivitäten
Die Gesellschaft widmet sich insbesondere der
- Durchführung von Forschungsvorhaben und wissenschaftlichen Veranstaltungen
- Förderung der Ausbildung von Medizinstudenten
- Fort- und Weiterbildung von Ärzten
- Vertretung der Naturheilkunde im Gesundheitswesen und der Öffentlichkeit.
- Beteiligung an der Erstellung von Leitlinien im Rahmen des AWMF-Leitlinienprogramms[2]

## Veranstaltungen
Die Gesellschaft informiert auf ihrer Website über Veranstaltungen des Fachgebietes.

## Geschichte
Die Gesellschaft wurde im Jahr 2000 in Überlingen als deutsche Sektion der Europäischen Gesellschaft für Klassische
Naturheilkunde e.V und erhielt 2003 ihren heutigen Namen. Seit 2018 ist die Gesellschaft Mitglied der AWMF.